# Iulian Vlad
Iulian N. Vlad (n. 23 februarie 1931, Gogoșița, România – d. 30 septembrie 2017, București, România) a fost un general român, Ministru Secretar de Stat la Ministerul de Interne și șef al Departamentului Securității Statului (3 octombrie 1987-6 ianuarie 1990). Iulian Vlad a fost membru al Partidului Comunist Român din anul 1946 și deputat în Marea Adunare Națională în sesiunea (1985 - 1989), ales în regiunea Argeș, circumscripția electorală Domnești. Iulian Vlad a fost membru în comisia pentru probleme de apărare. 

## Studii
- Liceul "Gheorghe Chițu" din Craiova, actualul Colegiu Național Economic;
- Institutul Pedagogic din București;
- Școala de cadre a C.C. al UTC (1949);
- Facultatea de Drept a Universității din București;
- Școala Militară de Ofițeri din Botoșani (1951 - 1952);
- Curs de șase luni de specializare în securitate în URSS (1956–1957);
- Cursuri postuniversitare juridice, militare și de specialitate;
- Curs pentru cadrele de conducere la Academia Ștefan Gheorghiu.

## Activitate profesională
Între anii 1948–1951 a avut activitate didactică și a îndeplinit mai multe funcții începând cu cea de secretar de clasă și județ, ajungând până la funcția de șef de secție al Comitetului Central al Uniunii Tineretului Muncitoresc.
După ce a absolvit Școala Militară de Ofițeri cu gradul de locotenent (1952), lucrează în Ministerul de Interne ca specialist în învățământul militar, urcând treptele ierarhiei militare: șef de birou, șef de serviciu, adjunct șef de direcție, șef al Direcției Cadre și Învățământ a Ministerului de Interne, șef al Departamentului Securității Statului. A fost înaintat la gradul de general-maior (cu o stea) la 6 mai 1971.
Între anii 1974-1977 a fost comandantul Școlii Militare de Ofițeri a Ministerului de Interne, din care au luat naștere Academia de Poliție Alexandru Ioan Cuza și Institutul Național de Informații. A fost înaintat la gradul de general-locotenent (cu 2 stele) la 7 mai 1977.
În perioada 1977–1984 a fost secretar de stat la Ministerul de Interne, iar între anii 1984–1987 a fost adjunct al ministrului de Interne. A fost înaintat la gradul de general-colonel (cu 3 stele) în 23 august 1984. Din 1987 și până la căderea regimului comunist din 1989 a avut funcția de Ministru Secretar de Stat la Ministerul de Interne și șef al Departamentului Securității Statului.
După 39 de ani de activitate, la data de 6 ianuarie 1990, ca urmare a schimbării regimului, generalul-colonel Iulian Vlad a fost eliberat din funcția de ministru secretar de stat și șef al Departamentului Securității Statului și a fost trecut în rezervă.
În 31 decembrie 1989 este arestat și condamnat la 25 de ani de închisoare. După 4 ani de închisoare a fost grațiat.
A murit la data de 30 septembrie 2017.

## Implicarea în evenimentele din decembrie 1989
Arestarea generalului Iulian N. Vlad, la 31 decembrie 1989, a fost realizată de Gelu Voican Voiculescu, viceprim-ministru al Guvernului Petre Roman, și de generalii Nicolae Militaru, Vasile Ionel și Ion Hortopan. Generalul Nicolae Militaru împreună cu ambasadorul U.R.S.S. la București, Evghenii Tiajelnikov, au supervizat arestarea și au privit de la fereastră momentul escortării și îmbarcării generalului Vlad în transportorul blindat, alături de care era parcată limuzina ambasadorului cu drapelul sovietic arborat.
Generalului Vlad i-au fost intentate trei procese, sentințele cumulate însumând 24 de ani și șase luni de închisoare, ca urmare a implicării sale în represiunea care a avut loc la Timișoara și la București, înaintea căderii regimului Ceaușescu. A fost eliberat, potrivit legii, la 31 decembrie 1993, după efectuarea unui sfert din pedeapsa cea mai mare, la închisoarea de la Jilava. A fost eliberat din închisoare printr-o hotărâre judecătorească la 31 decembrie 1993. Generalul magistrat Adrian Nițoiu, președintele completului de judecată a declarat, ulterior, față de generalul Vlad, că l-a condamnat pe nedrept, la comandă politică și ordin militar, transmise prin Silviu Brucan și generalul Vasile Ionel, consilier al președintelui României, Ion Iliescu.

## Distincții
- Ordinul „Pentru servicii deosebite aduse în apărarea orînduirii sociale și de stat” clasa a III-a (12 august 1959) „pentru contribuția activă la întărirea regimului democrat-popular”[16]
- Medalia „40 de ani de la înființarea Partidului Comunist din Romînia” (6 mai 1961) „pentru merite în activitatea de partid și întărirea regimului democrat-popular”[17]
- Ordinul „Steaua Republicii Socialiste România” clasa a IV-a (1971) „pentru merite deosebite în opera de construire a socialismului, cu prilejul aniversării a 50 de ani de la constituirea Partidului Comunist Român”[18]